# Przedmieście Dalsze
Przedmieście Dalsze – wieś sołecka w Polsce położona w województwie mazowieckim, w powiecie lipskim, w gminie Solec nad Wisłą.
| SIMC    | Nazwa    | Rodzaj    |
| ------- | -------- | --------- |
| 0637766 | Górki    | część wsi |
| 0637772 | Ogóraśka | część wsi |
| 0637789 | Wysmyków | część wsi |

W latach 1954-1968 wieś była siedzibą gromady Przedmieście Dalsze, po jej zniesieniu w gromadzie Solec. W latach 1975–1998 miejscowość administracyjnie należała do województwa radomskiego.
Wierni kościoła rzymskokatolickiego należą do parafii Wniebowzięcia Najświętszej Maryi Panny w Solcu nad Wisłą. Miejscowa szkoła podstawowa została założona w 1910.